# Lachesilla penta
Lachesilla penta är en insektsart som beskrevs av Sommerman 1946. Lachesilla penta ingår i släktet Lachesilla och familjen kviststövsländor. Inga underarter finns listade i Catalogue of Life.